# Etilnorepinefrin
Etilnorepinefrin (Etanor, Bronkefrin, butanefrin) je simpatomimetik i bronhodilatator koji je srodan sa norepinefrinom.